# Gottfried Pilz
Gottfried Pilz (* 21. September 1944 in Salzburg; † 3. Oktober 2024 in Berlin) war ein österreichischer Bühnen- und Kostümbildner sowie Opernregisseur.

## Leben
Pilz war am Theater Bielefeld als Bühnenbildner an vielen Uraufführungen und Ausgrabungen während der Ära von John Dew (1983 bis 1991) maßgeblich beteiligt. Gemeinsam mit Dew arbeitete Pilz auch in Krefeld und Berlin.
Er wirkte darüber hinaus international an vielen Opernhäusern und Theatern und entwarf Ausstattungen für das Theater Augsburg, für die Bayerische Staatsoper, die Münchener Biennale, die Oper Leipzig, die Deutsche Oper Berlin und für die Wiener Staatsoper. Er arbeitete u. a. mit Gustav Rudolf Sellner, Boleslav Barlog, Eike Gramss, Stefan Herheim, Kurt Horres, Thomas Langhoff, Nikolaus Lehnhoff, Christine Mielitz, George Tabori und Olivier Tambosi. Mit Götz Friedrich und Günter Krämer arbeitete er darüber hinaus auch in Köln, Hamburg, Paris, Tel Aviv und Los Angeles.
Ab 1993 war Pilz auch als Regisseur tätig, etwa bei Tschaikowskys Pique Dame an der Oper Los Angeles und bei der Deutschen Erstaufführung von Messiaens Mammutwerk Saint François d’Assise in Leipzig in eigener Ausstattung und mit Jiří Kout als musikalischem Leiter.
1999 setzte Pilz bei der Münchner Biennale die Uraufführung von Babette Koblenz’ Recherche in Szene, die auch vom Fernsehen aufgezeichnet wurde. Weitere Engagements folgten, u. a. in Madrid, bei den Salzburger Festspielen und an der New Yorker Metropolitan Opera.